# Instituto Moscovita de Tecnología Térmica

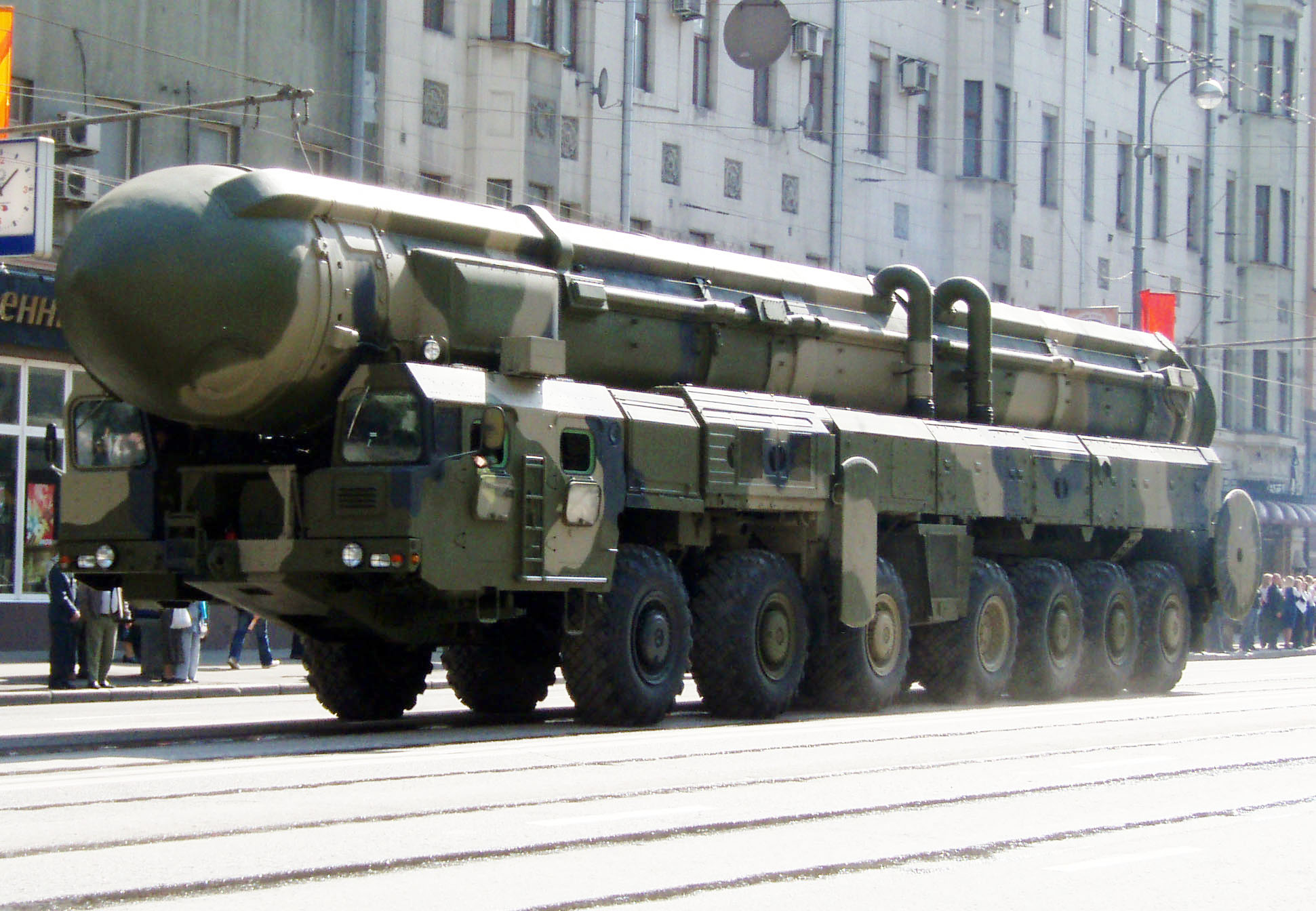
Vehículo lanzador del ICBM Tópol del MITT, Moscú, 2008.

El Instituto Moscovita de Tecnología Térmica, también llamado Instituto Moscovita de Termotecnia (del ruso: ГП «Московский институт теплотехники» o МИТ) y conocido por el acrónimo MITT, es un instituto ruso de investigación científica fundado por la URSS el 13 de mayo de 1946. Ha desempeñado un papel central en el desarrollo y construcción de numerosos misiles balísticos intercontinentales (ICBM) y algunos misiles balísticos para submarinos (SLBM). Actualmente depende de Roscosmos y realiza también proyectos civiles, entre los que se cuenta la conversión de algunos de estos misiles en lanzadores espaciales. Tiene su sede en el barrio de Otrádnoye, Distrito Noreste de la ciudad de Moscú.

## Historia
El MITT nació como el Instituto de Investigación Científica n.º 1 (NII-1), para el desarrollo de cohetes de artillería, por resolución del Consejo de Ministros de la URSS de 13 de mayo de 1946. Su predecesor había sido la Oficina de Diseño Central del Estado (GKTsB-1) del Comisariado del Pueblo para las Municiones. El primer director fue Sergey Bodrov. Entre sus creaciones originales se cuentan los misiles FROG y un pequeño cohete nuclear antisubmarino de corto alcance.
En 1958 se reorganizó el instituto, enfocándolo a la creación de misiles de combustible sólido. Subordinado al Ministerio para la Industria de Defensa, adquirió su nombre actual en 1966. A partir de este momento, desarrolló armas notables como los misiles nucleares pesados SS-16, SS-20, Tópol, Tópol-M, RS-24 y el naval R-30 Bulava, entre muchos otros.
De 1961 a 1987 el MITT estuvo dirigido por Aleksandr Nadiradze, y de 1987 a 1997 por Borís Lagutin. Desde 1997 hasta 2009, su director fue Yuri Solomónov, miembro de la Academia de Ciencias de Rusia y dirigente del partido Rusia Unida presidido por Vladímir Putin. A partir de 2009 el Instituto quedó bajo la dirección de Sergéi Nikulin, aunque Solomónov se mantuvo como diseñador en jefe.
A lo largo de toda su existencia, el MITT ha mantenido una estrecha relación con la Fábrica de Maquinaria de Votkinsk, que ha construido muchos de sus diseños.

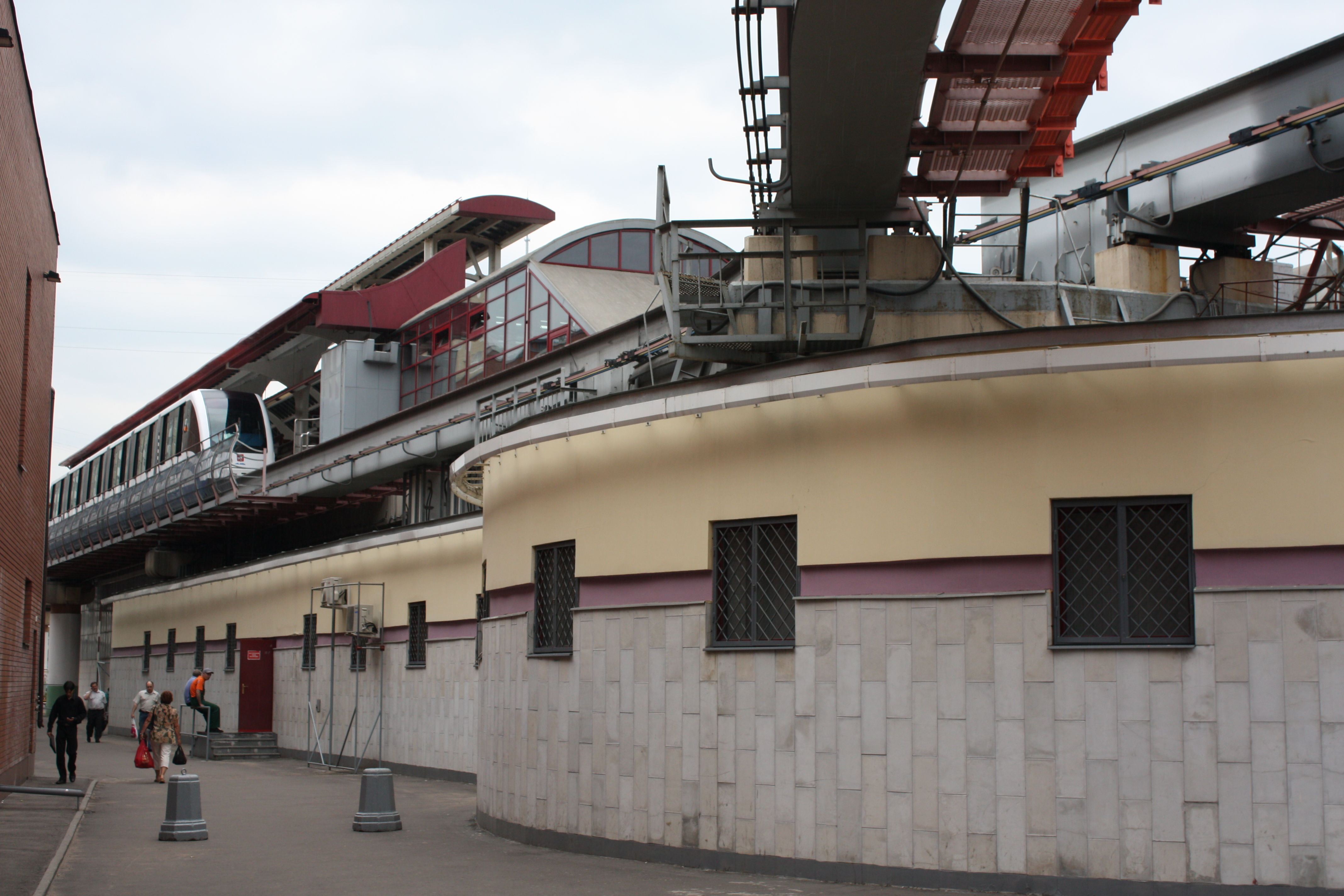
El nuevo monorriel de Moscú, diseñado por el MITT (2008)

## Actividades
Ahora dependiente de Roscosmos, el MITT se ocupa actualmente del desarrollo y fabricación de los misiles atómicos Topol-M, RS-24 y Bulavá, optimizados por diseño para penetrar los modernos sistemas antimisil. Tras la denuncia norteamericana del tratado ABM y la consecuente denuncia rusa de los START II, ha comenzado a implementar de nuevo cabezas MIRV múltiples en sus diseños. También fabrica misiles navales antisubmarinos.
Basándose en los misiles SS-20 y Tópol, el MITT ha desarrollado los cohetes espaciales Start-1 y Start-2, que se lanzan desde el Cosmódromo de Svobodny.
Su producción civil incluye equipos de refrigeración, material móvil de primeros auxilios y sistemas de transporte por monorriel como el nuevo monorriel de Moscú.

## Direcciones
- Dirección: 10/1 Berezovaya alleya, Moscú 127276, Rusia. Teléfono: (+7) (095) 907-1500.